# Singoli al numero uno nella Billboard Streaming Songs nel 2013
Di seguito è proposta la lista dei singoli al numero uno nella Billboard Streaming Songs nel 2013.
La classifica delle Streaming Songs è redatta settimanalmente da Billboard e indica le canzoni più ascoltate nelle radio online, in on-demand e video sui più importanti servizi di streaming musicale statunitensi. I dati sono raccolti dalla Nielsen Broadcast Data Systems.

## Streaming Songs
| † | Indica la canzone con le migliori prestazioni del 2013 |

| Data         | Brano                            | Artista                            | Streaming (in milioni) | Totale settimane al numero uno | Fonti  |
| ------------ | -------------------------------- | ---------------------------------- | ---------------------- | ------------------------------ | ------ |
| 19 gennaio   | Thrift Shop                      | Macklemore & Ryan Lewis feat. Wanz | 1,26                   | 7                              |        |
| 26 gennaio   | Thrift Shop                      | Macklemore & Ryan Lewis feat. Wanz | 1,46                   | 7                              | [ 4 ]  |
| 2 febbraio   | Thrift Shop                      | Macklemore & Ryan Lewis feat. Wanz | 1,68                   | 7                              | [ 5 ]  |
| 9 febbraio   | Thrift Shop                      | Macklemore & Ryan Lewis feat. Wanz | 1,86                   | 7                              | [ 6 ]  |
| 16 febbraio  | Thrift Shop                      | Macklemore & Ryan Lewis feat. Wanz | 2                      | 7                              | [ 7 ]  |
| 23 febbraio  | Thrift Shop                      | Macklemore & Ryan Lewis feat. Wanz | 2,1                    | 7                              | [ 8 ]  |
| 2 marzo      | Harlem Shake †                   | Baauer                             | 103                    | 8                              | [ 9 ]  |
| 9 marzo      | Harlem Shake †                   | Baauer                             | 98                     | 8                              | [ 10 ] |
| 16 marzo     | Harlem Shake †                   | Baauer                             | 54                     | 8                              | [ 11 ] |
| 23 marzo     | Harlem Shake †                   | Baauer                             | 48                     | 8                              | [ 12 ] |
| 30 marzo     | Harlem Shake †                   | Baauer                             | 28                     | 8                              | [ 13 ] |
| 6 aprile     | Harlem Shake †                   | Baauer                             | 20                     | 8                              | [ 14 ] |
| 13 aprile    | Harlem Shake †                   | Baauer                             | 14                     | 8                              | [ 15 ] |
| 20 aprile    | Harlem Shake †                   | Baauer                             | 9,7                    | 8                              | [ 16 ] |
| 27 aprile    | Gentleman                        | Psy                                | 8,6                    | 2                              | [ 17 ] |
| 4 maggio     | Gentleman                        | Psy                                | 13,9                   | 2                              | [ 18 ] |
| 11 maggio    | Thrift Shop                      | Macklemore & Ryan Lewis feat. Wanz | —                      | 8                              | [ 19 ] |
| 18 maggio    | Thrift Shop                      | Macklemore & Ryan Lewis feat. Wanz | —                      | 8                              | [ 20 ] |
| 25 maggio    | Gangnam Style                    | Psy                                | —                      | 6                              | [ 21 ] |
| 1º giugno    | Gangnam Style                    | Psy                                | —                      | 6                              | [ 22 ] |
| 8 giugno     | Gangnam Style                    | Psy                                | —                      | 6                              | [ 23 ] |
| 15 giugno    | Gangnam Style                    | Psy                                | —                      | 6                              | [ 24 ] |
| 22 giugno    | Gangnam Style                    | Psy                                | —                      | 6                              | [ 25 ] |
| 29 giugno    | Gangnam Style                    | Psy                                | —                      | 6                              | [ 26 ] |
| 6 luglio     | We Can't Stop                    | Miley Cyrus                        | 9,6                    | 11                             | [ 27 ] |
| 13 luglio    | We Can't Stop                    | Miley Cyrus                        | 8                      | 11                             | [ 28 ] |
| 20 luglio    | We Can't Stop                    | Miley Cyrus                        | 7,8                    | 11                             | [ 29 ] |
| 27 luglio    | We Can't Stop                    | Miley Cyrus                        | 7,4                    | 11                             | [ 30 ] |
| 3 agosto     | We Can't Stop                    | Miley Cyrus                        | 10,1                   | 11                             | [ 31 ] |
| 10 agosto    | We Can't Stop                    | Miley Cyrus                        | 8,9                    | 11                             | [ 32 ] |
| 17 agosto    | We Can't Stop                    | Miley Cyrus                        | 8,28                   | 11                             | [ 33 ] |
| 24 agosto    | We Can't Stop                    | Miley Cyrus                        | 7,7                    | 11                             | [ 34 ] |
| 31 agosto    | We Can't Stop                    | Miley Cyrus                        | 6,9                    | 11                             | [ 35 ] |
| 7 settembre  | We Can't Stop                    | Miley Cyrus                        | 6,4                    | 11                             | [ 36 ] |
| 14 settembre | We Can't Stop                    | Miley Cyrus                        | 8,1                    | 11                             | [ 37 ] |
| 21 settembre | Roar                             | Katy Perry                         | 12                     | 1                              | [ 38 ] |
| 28 settembre | Wrecking Ball                    | Miley Cyrus                        | 36,5                   | 13                             | [ 39 ] |
| 5 ottobre    | Wrecking Ball                    | Miley Cyrus                        | 14,3                   | 13                             | [ 40 ] |
| 12 ottobre   | Wrecking Ball                    | Miley Cyrus                        | 11,8                   | 13                             | [ 41 ] |
| 19 ottobre   | The Fox (What Does the Fox Say?) | Ylvis                              | 12,4                   | 2                              | [ 42 ] |
| 26 ottobre   | Wrecking Ball                    | Miley Cyrus                        | 13                     | 13                             | [ 43 ] |
| 2 novembre   | The Fox (What Does the Fox Say?) | Ylvis                              | 10,9                   | 2                              | [ 44 ] |
| 9 novembre   | Wrecking Ball                    | Miley Cyrus                        | 8,9                    | 13                             | [ 45 ] |
| 16 novembre  | Wrecking Ball                    | Miley Cyrus                        | 8,6                    | 13                             | [ 46 ] |
| 23 novembre  | Dope                             | Lady Gaga                          | 8,2                    | 1                              | [ 47 ] |
| 30 novembre  | Wrecking Ball                    | Miley Cyrus                        | 8,7                    | 13                             | [ 48 ] |
| 7 dicembre   | Wrecking Ball                    | Miley Cyrus                        | 7,8                    | 13                             | [ 49 ] |
| 14 dicembre  | Wrecking Ball                    | Miley Cyrus                        | 18,6                   | 13                             | [ 50 ] |
| 21 dicembre  | Wrecking Ball                    | Miley Cyrus                        | 8                      | 13                             | [ 51 ] |
| 28 dicembre  | Wrecking Ball                    | Miley Cyrus                        | —                      | 13                             | [ 52 ] |

Note:
1. 1 2 3 4  Ha raggiunto il numero uno anche nel 2014.